# Studencka Agencja Radiowa
Studencka Agencja Radiowa – studencka stacja radiowa, działająca od 1957 roku jako radiowęzeł "Luna" w akademikach Politechniki Gdańskiej, a od 1962 r. pod nazwą "Studencka Agencja Radiowa". Formalnie SAR było agendą ZSP. Siedziba mieściła się w akademiku nr 6 przy ul. Wyspiańskiego w Gdańsku-Wrzeszczu. Obecnie SAR działa nie tylko w akademikach, ale od 2003 r. również w Internecie.